# Guadalupe Llori
Esperanza Guadalupe Llori Abarca (El Coca, 1963) es una abogada y política ecuatoriana. Ha ocupado diversos cargos públicos, siendo el más importante de ellos, la de Presidenta de la Asamblea Nacional de Ecuador (entre mayo de 2021 y mayo de 2022), siendo la primera mujer indígena en la historia de Ecuador en dirigir el Poder legislativo, así como la primera miembro del Movimiento de Unidad Plurinacional Pachakutik en alcanzar dicho cargo.
Inició su carrera política en el 2000 como alcaldesa de Francisco de Orellana. Posteriormente fue elegida prefecta de la Provincia de Orellana, pero fue destituida del cargo en marazo de 2008, al hallarse detenida desde diciembre de 2007, por ser artífice de una huelga en Dayuma en contra de la actividad petrolera. Tras recibir una amnistía de la Asamblea Nacional Constituyente, volvió a terciar por la prefectura, recuperando el cargo y siendo reelecta en 2014.
En diciembre de 2018 renunció a su cargo de prefecta, para participar en las elecciones municipales de Francisco de Orellana, perdiendo dichos comicios. Posteriormente, en 2021, fue electa asambleísta nacional en representación de Orellana. Gracias a un pacto político entre el Movimiento CREO, Pachakutik y otras agrupaciones políticas, Llori fue elegida como presidenta del parlamento, cargo del cual fue destituida un año más tarde. Conservó la curul legislativa, hasta la disolución del parlamento en mayo de 2023, por el gobierno de Guillermo Lasso.

## Biografía
Esperanza Guadalupe nació en el año de 1963, en la ciudad amazónica ecuatoriana de Puerto Francisco de Orellana.
Realizó sus estudios superiores en la Universidad Católica de Santiago de Guayaquil, donde obtuvo el título de abogada y fue líder estudiantil. Durante su juventud fue además defensora de derechos humanos.
Inició su vida política en las elecciones seccionales de 2000, donde ganó la alcaldía de Puerto Francisco de Orellana en representación del Movimiento de Unidad Plurinacional Pachakutik, de tendencia indigenista. Su gestión estuvo centrada principalmente en mejorar el área de salud.
En las elecciones seccionales de 2004 fue elegida prefecta de la provincia de Orellana por la alianza entre el movimiento Pachakutik, la Democracia Popular y el Partido Social Cristiano.

### Huelga de Dayuma
El 1 de diciembre de 2007, el entonces presidente Rafael Correa acusó a Llori de haber organizado una huelga en la población de Dayuma en contra de empresas petroleras. Correa, que decidió activar el estado de emergencia en Orellana para permitir que las fuerzas armadas controlaran la huelga, atacó en una intervención a Llori y la llamó "una Mama Lucha criolla, limitada intelectualmente". Llori respondió a Correa afirmando que no debería dar imagen de ser un "vulgar patán" y que estaba cometiendo "terribles desatinos" en Orellana por calificar a los huelguistas de "terroristas".
Tres días después de responderle al presidente, el 8 de diciembre del mismo año, Llori fue detenida bajo acusaciones de sabotaje y terrorismo por la huelga de Dayuma y fue trasladada a la cárcel de El Inca, en Quito. Durante su tiempo detenida denunció ser víctima de malos tratos y humillaciones, lo que produjo que la organización Human Rights Foundation enviara una queja al gobierno ecuatoriano. El 25 de enero de 2008 un juez de la Corte Superior de Justicia de Nueva Loja ordenó su liberación. Sin embargo, la orden fue anulada días después luego de que el juez que la emitió fuera acusado de prevaricato por haber adelantado su criterio sobre el caso en una entrevista otorgada a un canal de televisión local.
A principios de marzo de 2008 la Asamblea Constituyente de Ecuador otorgó amnistía a los implicados en la huelga de Dayuma, incluida la prefecta Llori, pero permaneció encarcelada debido a una denuncia de peculado realizada en su contra por supuestas irregularidades en la construcción de vías en su provincia, aunque no se presentaron pruebas.

### Liberación y nuevo periodo como prefecta
El 7 de marzo fue destituida de su cargo por el consejo provincial en una votación de 3-2 y reemplazada por Alberto Zambrano. En septiembre del mismo año fue declarada inocente en el juicio por peculado, saliendo en libertad luego de nueve meses de prisión. En enero de 2009 un juez ordenó su restitución al cargo de prefecta, pero la decisión fue apelada por el prefecto Zambrano.
En las elecciones seccionales de 2009 recuperó el cargo de prefecta de Orellana bajo el auspicio del movimiento Pachakutik, venciendo en una reñida contienda al prefecto Zambrano, que intentó conservar el cargo por el Movimiento Popular Democrático. En las elecciones de 2014 fue reelegida al cargo con un amplio margen en la votación. A finales de 2018 renunció a su cargo para participar fallidamente como candidata a la alcaldía de Puerto Francisco de Orellana.

### Asamblea Nacional

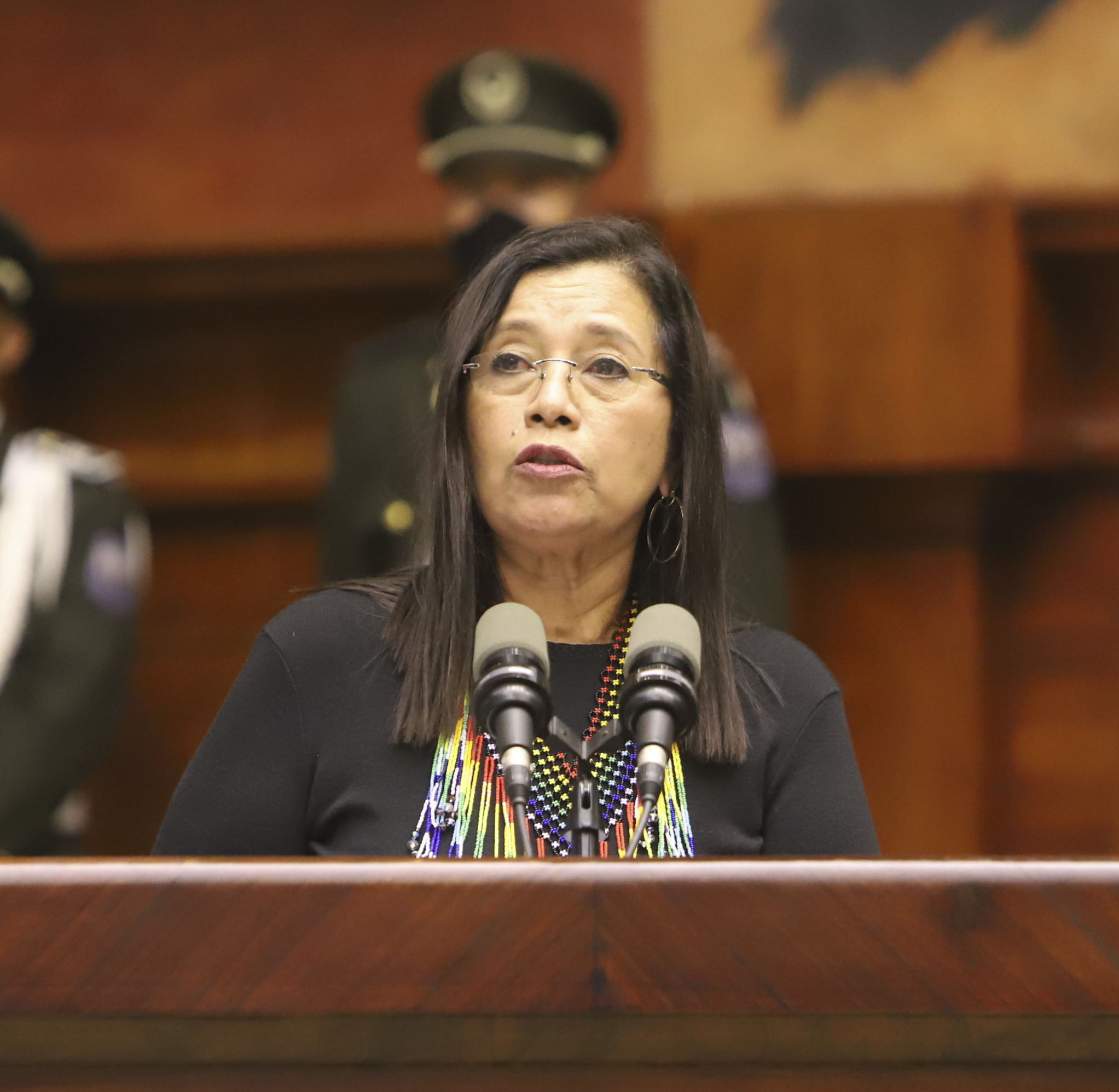
Guadalupe Llori durante su discurso de posesión como Presidenta de la Asamblea Nacional.

Para las elecciones legislativas de 2021 fue elegida asambleísta nacional en representación de la provincia de Orellana por el movimiento Pachakutik.

#### Presidenta del Legislativo
El 15 de mayo de 2021 fue nombrada Presidenta de la Asamblea Nacional con 71 votos a favor, pertenecientes a Pachakutik, la Izquierda Democrática, el movimiento CREO y asambleístas independientes. Durante su discurso de posesión agradeció a los partidos que la apoyaron para alcanzar la dignidad, incluidos los de tendencias políticas contrarias, e impeló a la Asamblea a buscar la reconciliación del país y trabajar de manera conjunta con el resto de poderes del Estado. La elección de Llori como presidenta del Legislativo fue calificada como un triunfo para la representatividad de los pueblos ecuatorianos originarios por ser la primera persona indígena en la historia del país en llegar al cargo.

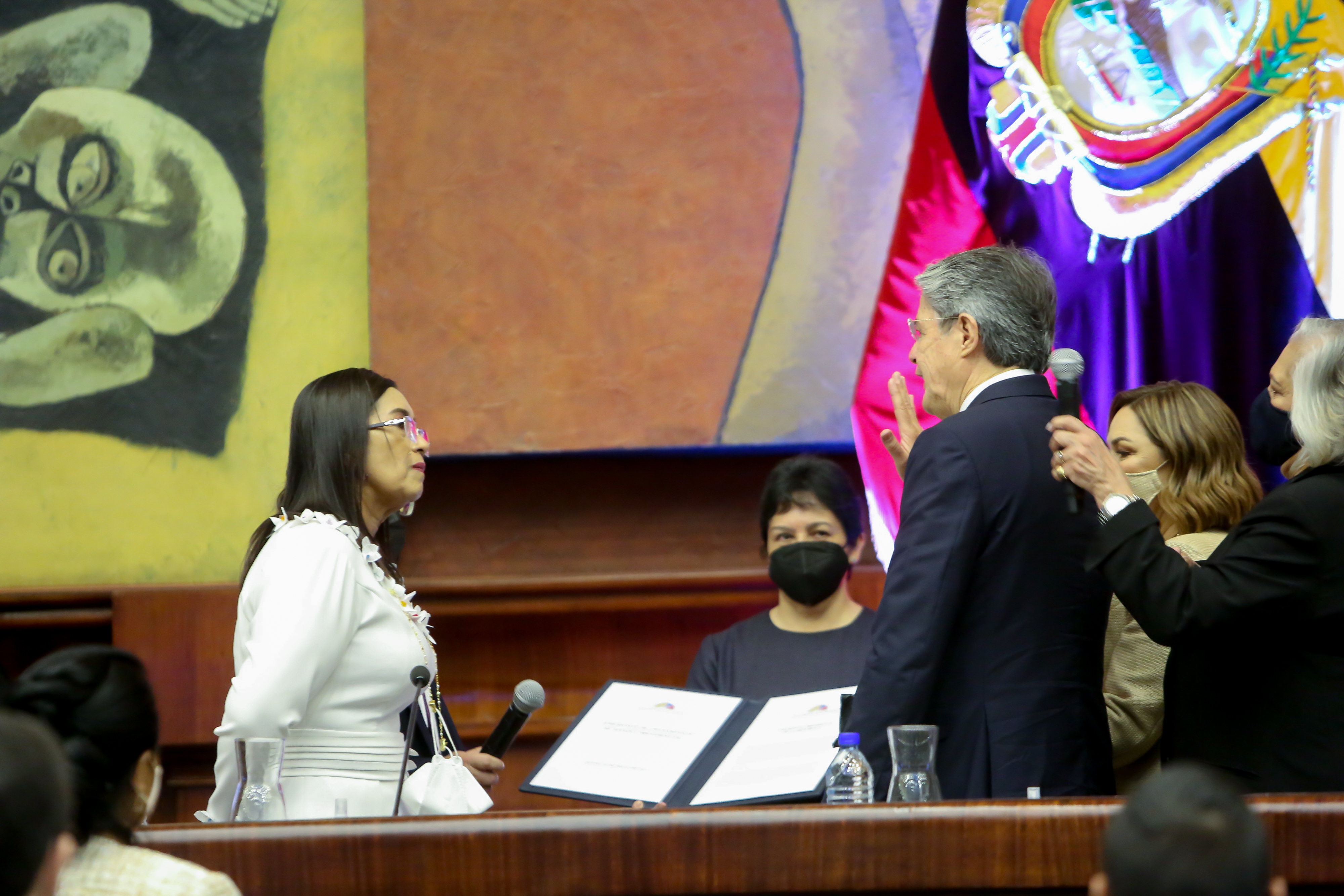
Llori tomando juramento a Guillermo Lasso, 24 de mayo de 2021.

El 24 de mayo del mismo año, como presidenta del Legislativo, le tomó juramento y le impuso la banda presidencial a Guillermo Lasso, por asumir la Presidencia de la República.
El 24 de febrero de 2022, el asambleísta Esteban Torres, del Partido Social Cristiano (PSC), apeló la presidencia de Llori luego de que ella no diera paso a una moción del asambleísta Ronny Aleaga, de la coalición Unión por la Esperanza (UNES), para conformar una comisión para evaluar el trabajo de los miembros del Consejo de Administración Legislativa. Llori no aceptó la apelación de Torres y suspendió la sesión 766 en medio del caos armado por los pedidos de los asambleístas. Esta sesión fue el inicio de una serie de intentos por parte del PSC, UNES y un grupo de asambleístas rebeldes de Pachakutik por instalar una comisión evaluadora, aunque todos los intentos fueron evitados por Llori.
El 5 de abril, el PSC puso una denuncia por incumplimiento de funciones contra Llori al aseverar que había violado la ley al no reanudar la sesión 766 desde el 24 de febrero, cuando la Ley Orgánica de la Función Legislativa indicaba que toda sesión debía ser reinstalada en 30 días o menos. Durante la misma sesión, el asambleísta Fausto Jarrín intentó pedir un cambio del orden del día para crear una comisión evaluadora sobre la gestión de Llori, pero el Tribunal de Garantías penales de Iñaquito falló a favor de Llori luego de que ella presentara una acción de protección de emergencia para evitar la conformación de la comisión. Ante el dictamen del tribunal, el asambleísta Jarrín desistió de su pedido, pero calificó el hecho como una «intromisión del sistema judicial».
Los intentos por destituirla generaron una crisis política al interior de la Asamblea y Llori decidió no convocar al pleno a sesionar durante las siguientes semanas. La siguiente sesión del pleno tuvo lugar finalmente el 26 de abril. Durante la sesión, la asambleísta Marcela Holguín solicitó un cambio en el orden del día para definir la creación de la comisión para evaluar a Llori, pero ella negó el pedido y aseveró que las medidas judiciales a su favor aun estaban vigentes. Esto provocó caos en el pleno y los asambleístas opositores a Llori se negaron a dar el cuórum necesario para continuar la sesión. Ante esto, Llori aceptó la apelación hecha a su cargo como presidenta y dejó que el resto de la sesión fuera presida por Virgilio Saquicela, quien aprobó el cambio del orden del día y dio paso a la creación de la comisión evaluadora, que fue aprobada con 81 votos a favor. Horas después, Llori presentó una denuncia ante la Fiscalía General del Estado contra la Asamblea al aseverar que el pleno había violado las medidas cautelares a su favor.

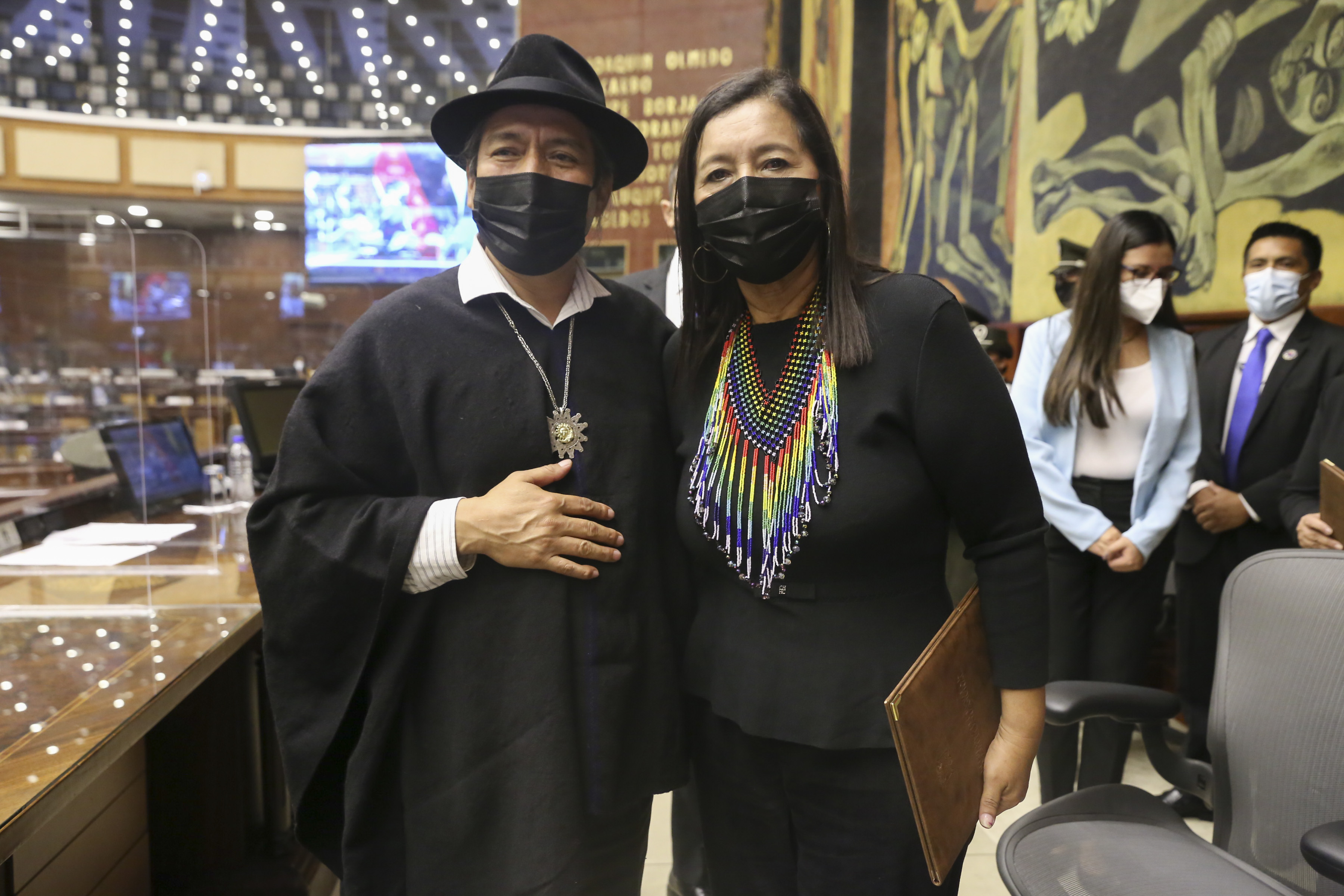
Llori junto a Salvador Quishpe.

La noche del 31 de mayo, fue aprobada la moción para destituir a Llori, presentada por UNES y el PSC. Al pleno no asistió Llori, ni el oficialismo, ni ID, ni Pachakutik, a excepción de Salvador Quishpe, quien se enfrentó a toda la oposición denunciando que esto no es una persecución a Llori. Con 81 votos a favor (de 82 presentes), el pleno de la Asamblea Nacional destituyó a Guadalupe Llori de la Presidencia de la Asamblea Nacional, por incumplimiento de funciones, acogiendo el informe de la comisión especial que investigó a Llori. El primer vicepresidente Virgilio Saquicela fue posesionado por el asambleísta Darwin Pereira, como nuevo presidente del Legislativo.

#### Postpresidencia
El 5 de agosto, Llori presentó una acción de protección en un Juzgado de Quitumbe, en contra de Virgilio Saquicela y de los legisladores que integraron la comisión que elaboró el informe que terminó con su destitución. La decisión fue admitida por la jueza María del Carmen Salazar el 17 de agosto. Con esta resolución Llori buscaba que se le restituyan su cargo en la Presidencia de la Asamblea Nacional y se le concedan una indemnización de USD 8,1 millones y una disculpa pública. El 26 de agosto, tras la audiencia telemática,  la jueza Patricia Ramírez, resolvió rechazar la acción de protección planteada por Llori, señalando que "no se evidencia vulneración de derecho constitucional alguno".
Posteriormente, el 23 de noviembre, tras la reconsideración de una moción para acoger el informe del Comité de Ética del parlamento, que recomendaba su destitución como asambleísta. Con 82 votos a favor, 14 en contra y 29 abstenciones, no se aprobó la moción, por no alcanzar con al menos 92 votos para sea aprobada.
El 28 de marzo de 2023, el Comité de Ética del Legislativo no logró aprobar el informe que recomendó al Pleno que Llori sea destituida por supuesta gestión de cargos públicos, pero tampoco para archivar el trámite de esta causa.
Durante el debate en el juicio político en contra de Guillermo Lasso, Llori fue captada jugando en su celular 'Candy Crush', viralizándose este hecho en redes sociales.
El 17 de mayo, a tempranas horas de la mañana, el presidente Lasso firmó el Decreto Ejecutivo 741, en el que activó el artículo 148 de la Constitución Nacional, denominado «muerte cruzada», argumentando en su decreto «grave crisis política y conmoción interna»; disolviendo la Asamblea Nacional y convocando a elecciones presidenciales y legislativas extraordinarias.

### Gobierno de Guillermo Lasso
El 19 de junio de 2023, fue nombrada por el presidente Lasso, como delegada de la Presidencia de la República para presidir el Consejo de Planificación y Desarrollo de la Circunscripción Territorial Amazónica, cargo que conservaría durante los primeros meses del gobierno de Daniel Noboa, siendo relevada del cargo en enero de 2024. En marzo de 2024, fue expulsada de Pachakutik, por haber participado en el gobierno de Lasso.

### Actualidad
Para las elecciones legislativas de 2025, Guadalupe Llori fue auspiciada por el movimiento CREO sin resultar elegida.